# Rudolf Virchow
Rudolf Ludwig Karl Virchow (13 d'octubre de 1821, Schievelbein, Pomerània, Prússia - 5 de setembre de 1902, Berlín), fou un metge prussià considerat com un dels més prominents patòlegs del segle xix. A més de la seva tasca científica, també és reconegut com a estadista alemany, en haver ocupat diversos càrrecs públics.
Fou pioner del concepte modern del procés patològic en presentar la seva teoria cel·lular, en la que explicava els efectes de les malalties en els òrgans i teixits del cos. Emfatitzant que les malalties sorgeixen no en els òrgans o teixits en general, sinó, de forma primària en cèl·lules individuals. Gràcies al qual encunyà el terme "Omnis cellula ex cellula" (cada cèl·lula és derivada d'una altra cèl·lula ja existent).
Fou candidat el 1902 al Premi Nobel de Medicina i Fisiologia, juntament amb l'espanyol Santiago Ramón y Cajal; essent aquest últim el guanyador. A més fou el guanyador de la Medalla Copley el 1892.

## Primers anys

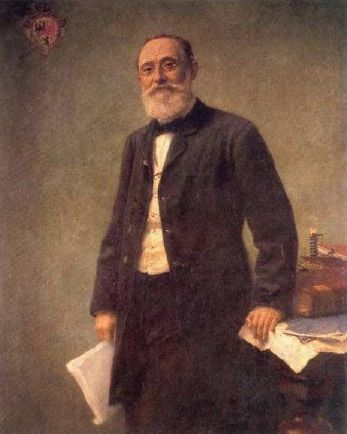
Rudolph Virchow, per Hugo Vogel.

El 1839, Virchow començà a estudiar medicina a l'Institut de Medicina Friederich Wilhelm i es graduà com a doctor en medicina el 1843. Com a intern a l'Hospital de Charité estudià histologia patològica i el 1845 publicà un article en el qual descrivia un dels dos primers casos reportats de leucèmia. Aquest article és molt reconegut encara en l'actualitat.
El 1847 començà, juntament amb Benno Reinhardt, una nova revista, "Archiv für Pathologische Anatomie und Physiologie, und für klinische Medrizin" (Arxius d'anatomia patològica i fisiologia, i per a medicina clínica). Després de la mort de Reinhardt el 1852, Virchow continuà com a editor de la revista, que avui es coneix com a "Arxius Virchow".
El 1848 Virchow fou nomenat titular de la càtedra d'anatomia patològica, feia poc establerta a la Universitat de Würzburg (la primera càtedra d'aquest tipus establerta a Alemanya). Durant els seus primers set anys en aquest lloc, el nombre d'estudiants de medicina a la Universitat s'incrementà de 98 a 388. A Würzburg, Virchow publicà molts articles d'anatomia patològica. Començà aquí la publicació dels sis volums d'"Handbuch der speziellen Pathologie und Therapie" (Manual de patologia especial i terapèutics). A Würzburg també començà a formular-hi les seves teories en patologia cel·lular; a més començà el seu treball antropològic amb l'estudi de cranis de nans, persones amb deficiències mentals, etc. Enfocant la seva investigació en la base del crani.
El 1856 li van oferir la nova càtedra d'anatomia patològica de Berlín; Virchow acceptà sota algunes condicions, una de les quals era l'establiment d'un nou institut patològic, en el que treballà la resta de la seva vida. A partir de llavors Virchow va veure's involucrat en la vida política; fou escollit per al consell de la ciutat de Berlín, en el qual es va comprometre amb assumptes de salut; com l'establiment de drenatge, el disseny d'hospitals, la inspecció d'aliments i la higiene escolar.
El 1861 fou elegit pel parlament prussià. Fou fundador del Fortschrittspartei (Partit progressista) i un incansable oponent d'Otto von Bismarck, qui el 1865 el desafià a un duel, que Virchow declinà. En les guerres de 1886 i 1870 deixà de banda les seves activitats polítiques, per establir hospitals militars i equipà trens militars. Fou membre del Reichstag (parlament) alemany del 1880 al 1893.